# クレモソ
クレモソ(Cremoso)は、セミソフトタイプのアルゼンチンのチーズである。牛乳から作り、クリームを混ぜる場合もある。スペイン語で「クリーミー」という意味である。似たイタリアのチーズであるクレッシェンツァに由来する。
アルゼンチンで最も食べられているチーズであり、国内のチーズ生産の約40%を占める。
元々はマルメロやドゥルセ・デ・バタタと一緒に食べていたが、その用途は発展し、現在ではモッツァレッラの代わりにピザを作るためにも使用されている。
柔らかい白いチーズで、45-55%が水分である。外皮はなく、平行六面体の真空包装の容器で販売される。